# Крюково (Калязинский район)
Крюково — деревня в Калязинском районе Тверской области. Входит в состав Нерльского сельского поселения.

## География
Деревня расположена в 15 км на юго-запад от центра поселения села Нерль и в 38 км на юг от райцентра города Калязина.

## История
В конце XIX — начале XX века деревня входила в состав Озерской волости Калязинского уезда Тверской губернии. 
С 1929 года деревня входила в состав Черковского сельсовета Нерльского района Кимрского округа Московской области, с 1935 года — в составе Калининской области, с 1956 года в составе — Калязинского района, с 1994 года — центр Крюковского сельского округа, с 2005 года — в составе Нерльского сельского поселения.
До 2010 года в деревне работала Черковская основная общеобразовательная школа.

## Население
| 1859 | 1888 | 1997 | 2002 | 2008 | 2010 |
| ---- | ---- | ---- | ---- | ---- | ---- |
| 81   | ↗149 | ↘49  | ↘40  | ↘36  | ↘35  |

## Инфраструктура
В деревне имеются фельдшеско-акушерский пункт, отделение почтовой связи.